# Нанжи, Гийом де
Гийом де Нанжи, или Вильям из Нанжи (фр. Guillaume de Nangis; нем. Wilhelm von Nangis; лат. Guillelmus de Nangiaco, около 1250 — 1300) — французский хронист XIII века, монах-бенедиктинец, библиотекарь и архивариус аббатства Сен-Дени, автор «Всеобщей хроники» (лат.  Chronicon universale) от сотворения мира до 1300 года, а также жизнеописаний французских королей и первой краткой истории Франции на народном языке.

## Биография
Родился около 1250 года. Место рождения традиционно увязывалось с г. Нанси (ист. нем. Nanzig) в Лотарингии, однако весьма вероятно и то, что он имел дворянские корни и мог быть выходцем из рода Нанжи (фр. Nangis), имевшего родовой замок (Château de Nangis) в г. Нанжи (совр. департамент Сена и Марна, регион Иль-де-Франс).
Возможно, он был близок к королевскому двору и может быть отождествлён с одноимённым королевским капелланом, упомянутым в акте, датированном июнем 1262 года.
Не позже 1271 года он стал монахом в аббатстве Сен-Дени. Около 1285 года назначен был библиотекарем и архивариусом аббатства с должностью «хранителя хартий» (лат. custos cartarum), которую занимал вплоть до своей смерти, получая ежегодное жалованье из королевской казны в размере пяти ливров.
Умер не ранее июня или июля 1300 года, по другим данным, после 1303 года.

## Сочинения
По своей должности де Нанжи имел свободный доступ к латинским рукописям, послужившим источниками для «Больших французских хроник», или «Хроник Сен-Дени», составлявшихся в аббатстве начиная с XI века, и в 1274 году переведённых монахом этой обители Приматом для короля Филиппа III Смелого.
В начале XIV века де Нанжи составил «Всемирную хронику» (лат. Chronicon universale, фр. Chronique), излагающую события с сотворения мира до 1300 года. За период до 1112 года сведения неоригинальны и извлечены преимущественно из сочинений Дарета Фригийского, Иосифа Флавия, Евсевия Кесарийского, Иеронима Стридонского, Беды Достопочтенного, стихотворной версии «Романа об Александре» Александра Парижского, а также из всемирной хроники Сигеберта из Жамблу, «Истории королей Британии» Гальфрида Монмутского и «Схоластической истории» Петра Коместора. Начиная с 1113 года Гийом де Нанжи излагает собственный материал, порой не встречающийся в других источниках, дополняя его сведениями из «Жизнеописания Людовика Толстого» аббата Сугерия, «Деяний Филиппа Августа» Ригора из Сен-Дени, «Зерцала исторического» Винсента из Бове и «Хроники пап и императоров» Мартина Опавского.
«Всемирная хроника» де Нанжи имеет традиционную форму анналов, фиксирующих события год за годом; в ней отсутствуют пространные описания и общие рассуждения, а второстепенные детали, как правило, опускаются. Помимо французских дел, уделяется внимание и происходившему в соседних странах. В структуре хроники, тем не менее, отражена определённая идея: не отрицая традиционного для его современников провиденциализма, автор выделяет, вместе с ним, индивидуальную роль отдельных исторических личностей, а местами и коллективных действующих лиц, способных стать движущей силой истории. При этом он нередко делает акцент на месте описываемого им события, созидая, таким образом, определённую историческую память.
Идеализированный образ короля Людовика IX Святого, созданный де Нанжи, предвосхищает собой деяния его внука Филиппа IV Красивого и является воплощением не только политико-идеологической триады: веры, силы и порядка, которую символизировали три французских геральдических лилии, но и триады социально-этической: духовенства, рыцарства и учёных, знания и образованность которых «унаследованы» Францией через Рим из древних Афин. При этом хронист не забывает выделить ключевую, по его мнению, в этом роль как самого Св. Дионисия, так и названного в его честь влиятельного аббатства, отметив особую связь с последним святого короля-полководца. В глазах де Нанжи учёное монашество Сен-Дени выступает, по меткому выражению французского историка-медиевиста Жака Ле Гоффа, в роли своеобразной «органической интеллигенции» (organic intellectuals) Французского королевства XIII столетия.
Хроника была популярна у современников, использована Жаном де Жуанвилем в его сочинении «Книга благочестивых речений и добрых деяний короля Людовика Святого» (около 1309 г.), и дополнена несколькими продолжателями, в том числе с 1340 по 1368 год приором Парижского монастыря кармелитов Жаном де Венеттом.
Известны другие труды Гийома де Нанжи: «Деяния Людовика VIII, короля Франции» (лат. Gesta Ludovici VIII, Francorum regis), «Жизнь Святого Людовика короля Франции» (лат. Vita Sancti Ludovici regis Franciae, 1270—1285), основанная на сообщениях исповедника короля Жоффруа из Больё и утраченном сочинении Гилона из Реймса, «Деяния Людовика IX» (лат. Gesta Ludovici IX), включающие ряд важных документов, в частности, датированное 1247 годом послание армянского военачальника Смбата Спарапета королю Кипра Генриху I, а также «Деяния Филиппа III Смелого» (лат. Gesta Philippi III, sive Audacis, 1285—1287), представляющие ценность как написанные свидетелем событий, но вплоть до 1277 года зависимые от хроники вышеназванного Примата и лишь с 1277 по 1285 год излагающие оригинальные сведения.
В 1292 или 1293 году им написана была также «Краткая хроника королей Франции» (лат. Chronicon abbreviatum regum Francorum), содержащая заимствованное у теолога Пьера де Пуатье генеалогическое древо Капетингов, предназначавшаяся для паломников к королевским гробницам в Сен-Дени и в 1297 году переведённая автором на французский язык (фр. Chronique abrégéé des rois de France). Сохранилось не менее семи рукописей этого перевода, ставшего первой краткой историей Франции на национальном языке, четыре из которых находятся в собраниях Национальной библиотеки Франции, две хранятся в городской библиотеке Берна и одна в Туринской университетской библиотеке.
Жизнеописания королей Гийома де Нанжи, которые он традиционно посвятил правившему в 1285—1314 годах королю Филиппу IV Красивому, являются важными источниками и целиком входят в латинский свод «Больших французских хроник».

## Рукописи и издания
Оригинальная рукопись «Всемирной хроники» де Нанжи не сохранилась, известно лишь несколько копий XIV — начала XV века из собраний Ватиканской апостольской библиотеки (BAV, regin. lat. 544 и BAV, Chigi G VIII 233), Национальной библиотеки Франции (BnF, fr. 5703 и BnF, lat. 4918) и Британской библиотеки (BL, Royal MS 13.E.iv). Впервые она была частично опубликована учёным монахом-бенедиктинцем из конгрегации Св. Мавра Люком д’Ашери в многотомном «Собрании, или коллекции ряда древних сочинений, затерянных в библиотеках Франции» (лат. Spicilegium sive collectio veterum aliquot scriplorum qui in Galliae bibliothecis). Французский перевод её вышел в 1825 году в издававшейся под редакцией Франсуа Гизо «Коллекции мемуаров, относящихся к истории Франции» (фр. Collection des mémoires relatifs à l’histoire de France). Научное издание хроники с 1113 по 1300 год, с продолжением до 1368-го, было выпущено в 1843 году в Париже Эркюлем Жеро для «Общества истории Франции» (фр. Société de l’Histoire de France).
«Жизнь короля Людовика Святого» и «Деяния Филиппа III» де Нанжи сохранились в манускрипте начала XIV века из собрания Национальной библиотеки Франции (BnF, lat. 5925, 305'-37P), а также копии, переписанной около 1400 года для детей короля Карла VI, которая сегодня хранится в Британской библиотеке (BL, Royal MS 13.B.iii). Впервые они напечатаны были в 1596 году в Париже историком и правоведом Пьером Питу и переизданы там же в 1649 году королевским историографом Франсуа Дюшеном. Критическое их издание, подготовленное историком-архивистом Пьером Франсуа Дону и филологом-классиком Жозефом Ноде для «Собрания историков Галлии и Франции», увидело свет во французской столице в 1840 году.
Практически все остальные труды де Нанжи выпущены в 20 томе «Собрания историков Галлии и Франции» (фр. Recueil des historiens des Gaules et de la France, Paris, 1738—1876), подготовленного к изданию монахом-мавристом Мартином Буке.

## Публикации
- Guillaume de Nangis. Chronique, publiée par François Guizot. — Paris: J.-L.-J. Briere, 1825. — ix, 396 p. — (Collection des mémoires relatifs à l’histoire de France).
- Gesta sanctae memoriae Ludovici regis Franciae, Gesta Philippi regis Franciae, Chronicon auctore Guillelmo de Nangiaco. Publiée par Pierre-Claude-François Daunou et Joseph Naudet // Recueil des historiens des Gaules et de la France. — Tome 20. — Paris: Imprimerie royale, 1840. — pp. 309–582.
- Chronique de Guillaume de Nangis. Publiée par Pierre-Claude-François Daunou et Joseph Naudet // Recueil des historiens des Gaules et de la France. — Tome 20. — Paris: Imprimerie royale, 1840. — pp. 649–653.
- Chronique latine de Guillaume de Nangis, de 1113 à 1300, avec les continuations de cette chronique de 1300 à 1368. Publiée par H. Géraud. — Volumes I—II. — Paris: J. Renouard, 1843.